# チョン・カイ

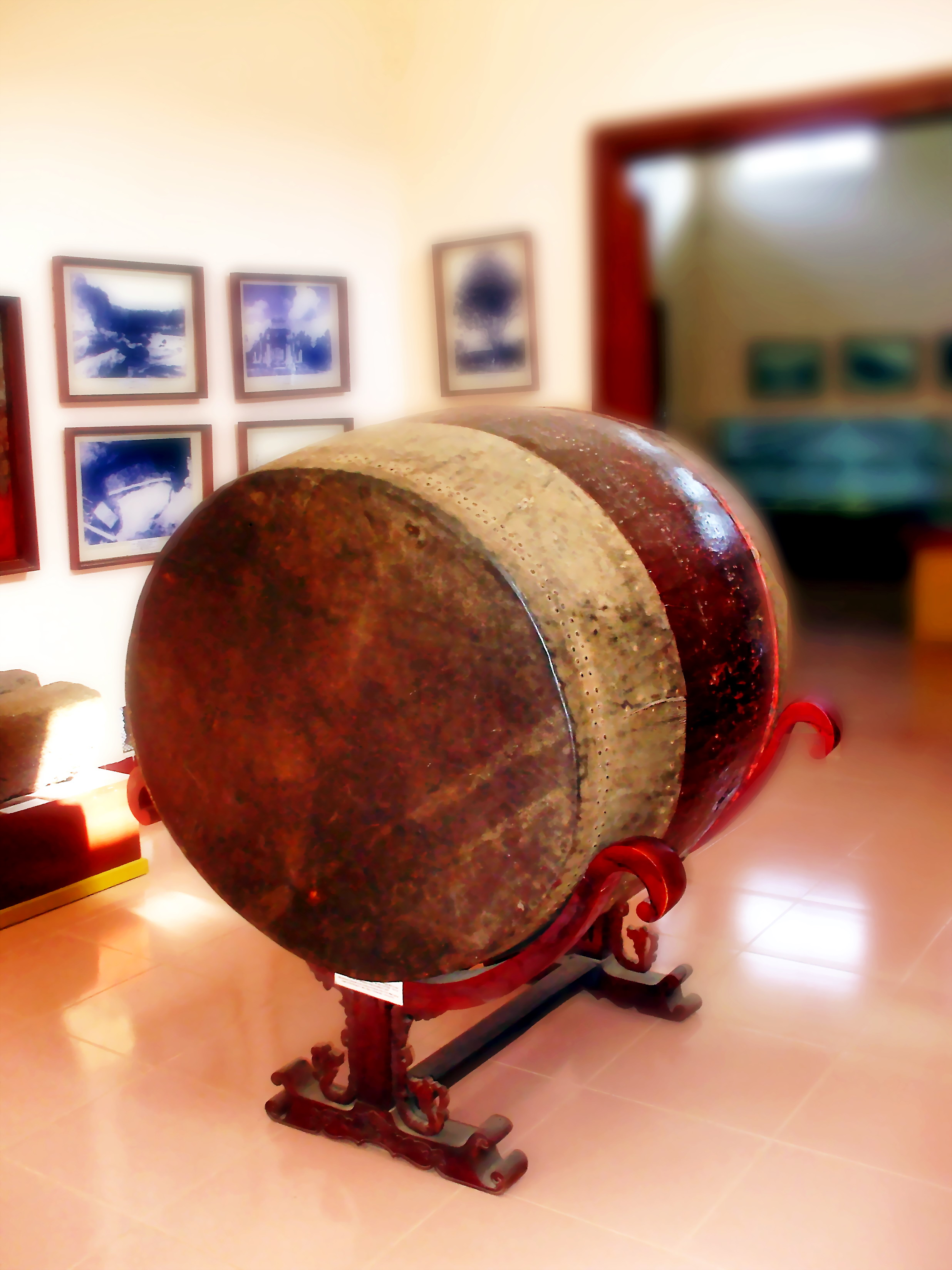
タイソンのチョン・カイ

チョン・カイ(ベトナム語：trống cái / 𪔠𡡇)またはチョン・ダイ(ベトナム語：trống đại / 𪔠大)とは、ベトナムの伝統的な大太鼓の一つである。チョン・ダイは直訳すると、「大きな太鼓」の意である。木製の樽の形をした胴が深く轟くような音を生む。チョン・カイは概して、安定した枠組みに載せて用いられる。ベトナムの伝統演劇の中では、チョン・ダイ・コが歌の拍節を支えるのに用いられる。また、舞龍の先頭の打楽器として、運んで用いることも出来る。